# Urros de Liencres
Los urros de Liencres son unos islotes situados frente a la costa de Liencres, cerca de la desembocadura del río Pas (municipio de Piélagos, Cantabria, España). Forman una alineación de rocas que dejan estrechos canales entre ellas y la costa y entre los islotes mismos. Su valor paisajístico está altamente considerado.

## Etimología
En Cantabria se denomina urros a los islotes pequeños, fruto de la erosión de la costa por las mareas. La palabra tiene un origen probablemente prerromano. Se cree que la raíz urr- quiere decir cerro o promontorio, e islote rocoso en caso de que se encuentre en el mar, debido a las distintas formaciones rocosas cántabras cuyos nombres la contienen.

## Referencias

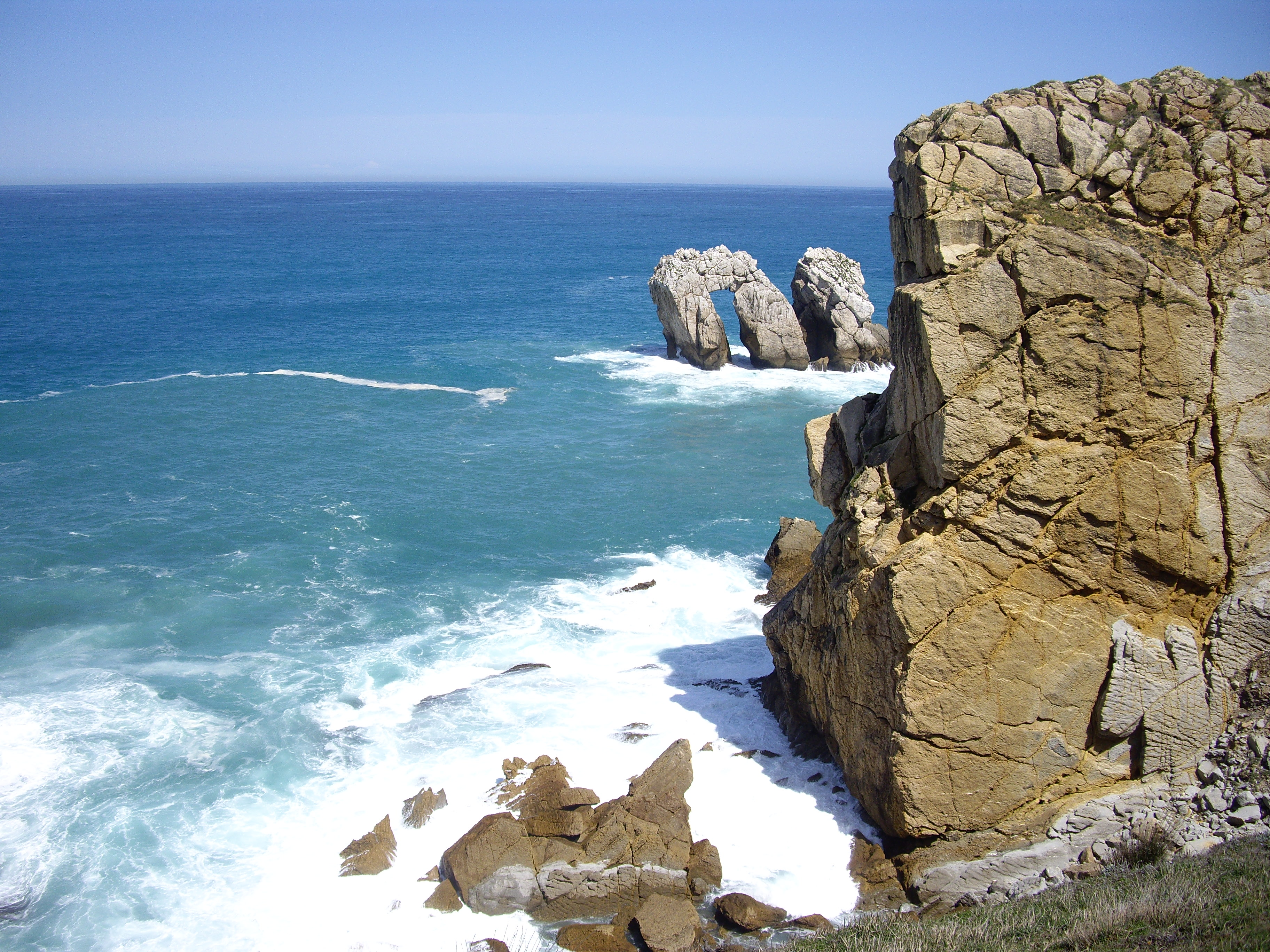
Urros de Liencres